# الهيئة السعودية للحياة الفطرية
الهيئة السعودية للحياة الفطرية، وكان اسمها الهيئة الوطنية لحماية الحياة الفطرية وإنمائها، هي هيئة وطنية سعودية سابقة، أنشئت للمحافظة على التنوع الحيواني والنباتي في السعودية وللمحافظة على الحياة الفطرية في المملكة العربية السعودية، أنشئت بتاريخ الثاني عشر من رمضان عام 1406 هـ الموافق عام 1986، كهيئة مستقلة ترتبط إداريا برئيس مجلس الوزراء السعودي. وفي مارس 2019 قرر مجلس الوزراء إلغاء الهيئة وإنشاء المركز الوطني لتنمية الحياة الفطرية.

## أهداف الهيئة
- حماية ما تبقى من الحياة الفطرية
- إعادة توطين بعض أنواع الحياة الفطرية المهددة بالانقراض
- تنظيم استغلال الغطاء النباتي والطبيعي بهدف المحافظة عليه وإنمائه.[2]

## من مهام الهيئة
تسعى الهيئة إلى المحافظة على الحياة الفطرية في البر والبحر وفي مواطنها الطبيعية، واستعادة نماء وازدهار الأنواع والمواطن المتدهورة في المملكة العربية السعودية وذلك من خلال ما يلي:
- استصدار التشريعات الخاصة بالحماية واقتراح إقامة المناطق المحمية.
- تشجيع إجراء البحوث العلمية في مختلف حقول علوم الأحياء وخاصة ما يتعلق منها بالنباتات والحيوانات التي تعيش في البيئات الطبيعية.
- إثارة الاهتمام بالقضايا البيئية المتعلقة بالحياة الفطرية ومحاولة إيجاد حلول مناسبة لها عن طريق عقد اللقاءات والندوات والمؤتمرات المحلية لمناقشتها من قبل المتخصصين في هذه المجالات.
- إجراء مسح شامل للمعرفة الحالية ونتائج البحوث المتعلقة بالحياة الفطرية والمواطن الطبيعية في المملكة العربية السعودية سواء تلك المنشورة في مختلف مصادر المعلومات المحلية والعالمية أو غير المنشور منها.
- تطوير وتنفيذ خطط ومشروعات تهدف إلى المحافظة على الحياة الفطرية وإنمائها في مواطنها الطبيعية عن طريق إقامة مناطق محمية للحياة الفطرية في المملكة واستصدار الأنظمة والتعليمات الخاصة بتلك المناطق والعمل على تطبيقها.
- التعاون مع مختلف الوزارات والهيئات الوطنية من حكومية وغير حكومية وكذلك مع الأفراد والهيئات العالمية لتحقيق هذه الأهداف الهادفة.

صدرت في المملكة العربية السعودية أربعة أنظمة لتحديد مهام الهيئات وتقنين أنظمة المحافظة على الحياة الفطرية:
- نظام الهيئة السعودية للحياة الفطرية: صدر في الثاني عشر من رمضان عام 1406 هـ، وقد احتوى أهم مواد النظام وذلك في إنشاء الهيئة السعودية للحياة الفطرية، وبيان غرضها الرئيسي واختصاصاتها، وتحديد اللوائح المنظمة لشئونها الفنية والإدارية وموظفيها، وتوضيح مواردها المالية.
- نظام المناطق المحمية للحياة الفطرية: صدر بتاريخ السادس والعشرين من شوال عام 1415 هـ، ويشمل أهم مواد النظام في تحديد هدف إنشاء المناطق المحمية هو حماية الحياة الفطرية، وبيان إجراءات قيام المناطق المحمية، وكيفية حراسة المناطق المحمية وتنظيم دخولها من قبل المواطنين، وتحديد عقوبات مخالفة النظام وكيفية تطبيقها.
- نظام صيد الحيوانات والطيور البرية: صدر بتاريخ السادس عشر من ربيع الثاني عام 1420 هـ، ويتضمن أهم مواد النظام في حظر الصيد دون ترخيص من الهيئة السعودية للحياة الفطرية، وبيان الأحكام المتعلقة بترخيص الصيد مثل منع الصيد داخل حدود المناطق المحمية وداخل المدن والقرى ومنع صيد أنواع معينة من الحيوانات والسماح بصيد نوع أو أنواع معينة في أوقات محددة، وتوضيح صلاحيات الهيئة، وتحديد عقوبات مخالفة النظام وجهة النظر فيها والتظلم منها.
- نظام الاتجار بالكائنات الفطرية المهددة بالانقراض ومنتجاتها: صدر بتاريخ السادس من ربيع الأول عام 1421 هـ، ويتضمن أهم مواد النظام في حظر الاتجار بالكائنات الفطرية إلا بترخيص من الهيئة السعودية للحياة الفطرية، وبيان الكائنات الفطرية ومنتجاتها المشمولة في الحظر، وتحديد عقوبات مخالفة أحكام الأنظمة.

## الاتفاقيات الدولية التي صادقت عليها السعودية
وافقت المملكة العربية السعودية على أربعة اتفاقيات دولية في المحافظة على الحياة الفطرية:
- اتفاقية المحافظة على الحياة الفطرية ومواطنها الطبيعية في دول مجلس التعاون لدول الخليج العربية: صدرت في مسقط عام 2001، انضمت المملكة العربية السعودية إلى الاتفاقية عام 1424 هـ، وتستهدف الاتفاقية المحافظة على النظم البيئية والحياة الفطرية في حالة سليمة ومتنامية خاصة الأنواع المهددة بالانقراض ورفع مستوى المحافظة على الكائنات الفطرية الحيوانية والنباتية ومواطنها الطبيعية، وتهدف أيضا إلى تشجيع التعاون بين دول المجلس.
- اتفاقية الأمم المتحدة للتنوع الأحيائي: صدرت في البرازيل عام 1992، وقد انضمت إليها المملكة العربية السعودية عام 1422 هـ، بلغ عدد الدول التي وقعت على الاتفاقية 191 دولة، تستهدف الاتفاقية صيانة التنوع البيولوجي واستخدام عناصر التنوع البيولوجي على نحو قابل للاستدامة والتقاسم العادل والمنصف للمنافع الناشئة عن استخدام الموارد الجينية، وتهدف إلى وضع الدول خطط أو استراتيجيات أو برامج عمل وطنية لصيانة التنوع الإحيائي.
- اتفاقية حفظ أنواع الحيوانات البرية المهاجرة: صدرت في بون عام 1979، انضمت المملكة العربية السعودية إليها عام 1410 هـ، بلغ عدد الدول التي وقعت على المعاهدة 108 دولة، وتستهدف المعاهدة بشكل رئيسي المحافظة على الحياة الفطرية وإجراء عمليات البحوث العلمية والتقييم والمتابعة ونشر الوعي البيئي.
- معاهدة التجارة العالمية لأصناف الحيوان والنبات البري المهدد بالانقراض(سايتس): صدرت في واشنطن عام 1973، انضمت المملكة إلى المعاهدة عام 1416 هـ، بلغ عدد الدول التي وقعت على الاتفاقية 172 دولة، تستهدف الاتفاقية ضمان أن التجارة الدولية بالحيوانات والنباتات الفطرية لا تهدد بقاء تلك الأنواع على قيد الحياة، كما وتعطي الاتفاقية أهمية وحماية مختلفة المستويات لأكثر من 28000 نوع نباتي، وأكثر من 5000 نوع حيواني.

## المناطق المحمية
استعانت المملكة العربية السعودية في إجراء الدراسات والمسوحات الأحيائية والاجتماعية اللازمة لإعداد منظومة المناطق المحمية الطبيعية بخبرة الاتحاد العالمي لصون الطبيعة، وقد قام خبراء من الاتحاد عام 1991 بإعداد وثيقة منظومة وطنية للمحافظة على الحياة الفطرية والتنمية الريفية المستدامة في المملكة العربية السعودية التي تم على أساسها إقامة الشبكة المعلنة من المناطق المحمية حتى الآن في السعودية، وتتضمن المنظومة اقتراح حماية 75 منطقة منها 62 منطقة برية، 13 منطقة بحرية، وتم الاتفاق على أن تدير الهيئة 35 محمية: 15 محمية قائمة، 20 مقترحة، على أن تدار 40 منطقة قائمة ومقترحة من قبل جهات أخرى منها المتنزهات الوطنية التابعة لوزارة الزراعة السعودية في الرياض وعسير والطائف وغيرها، والمناطق التابعة لوزارة الشؤون البلدية والقروية السعودية والإمارات والهيئة الملكية للجبيل وينبع وغيرها، وتقدر المساحة الإجمالية للمنظومة بنحو 10% من مساحة المملكة العربية السعودية.
تشمل المناطق المحمية القائمة 15 منطقة محمية: 12 محمية برية وثلاث بحرية بهدف حماية مجموعة من النظم البيئية الطبيعية المتكاملة وهي: محمية حرة الحرة، ومحمية الخنفة، ومحمية الطبيق، ومحمية الوعول، ومحمية محازة الصيد، ومحمية جرف ريدة، ومحمية جزر فرسان، ومحمية عروق بني معارض، ومحمية جبل شدا الأعلى، ومحمية جزيرة أم القماري، ومحمية مجامع الهضب، ومحمية الجبيل للأحياء البحرية، إلى جانب 3 مناطق تعد ملاذات لإعادة تأهيل الحبارى هي: محمية التيسية، ومحمية نفود العريق، ومحمية سجا وأم الرمث. إلى جانب المحميات الملكية الست الذي يتولى إدارتها مجلس المحميات الملكية برئاسة ولي العهد الأمير محمد بن سلمان آل سعود، تدخل ضمن نطاقها الجغرافي محميات قديمة وهي محمية محازة الصيد بعد تغيير مسماها إلى محمية الإمام سعود بن عبد العزيز الملكية، ومحمية روضة خريم داخل حدود محمية الإمام عبد العزيز بن محمد الملكية، ومحمية التيسية داخل النطاق الجغرافي لمحمية الإمام تركي بن عبد الله الملكية، ومحمية التنهات والخفس في محمية الملك عبد العزيز الملكية، ومحميات الخنفة، الطبيق وحرة الحرة داخل حدود محمية الملك سلمان بن عبدالعزيز الملكية، ومحمية أخرى لا تضم داخل حدودها أية محميات قديمة تقع في المنطقة الواقعة بين مشروع نيوم والبحر الأحمر وهي محمية الأمير محمد بن سلمان.

## مراكز أبحاث الهيئة
أنشأت الهيئة الوطنية لحماية الحياة الفطرية وإنمائها ثلاث مراكز بحثية واكثارية للحفاظ على التنوع النباتي والحيواني في المملكة العربية السعودية في كل من الطائف والثمامة والقصيم وهي:
- المركز الوطني لأبحاث الحياة الفطرية: تأسس المركز في شهر أبريل من عام 1986 في الطائف لى بعد 30 كيلومتر شرق مدينة الطائف، تقدر مساحة المركز بنحو 35 كيلومتر مربع، وجميع المساحة مسيجة كمحمية طبيعية شبه صحراوية تسودها أشجار الطلح والأعشاب البرية، تجري فيه العناية بالحبارى والمها العربي في المركز كأهم الحيوانات الفطرية المهددة بالانقراض ورعايتها وإكثارها في مسيجات تتراوح مساحاتها بين نصف هكتار ومائة هكتار.
- مركز الملك خالد لأبحاث الحياة الفطرية: يقع المركز في الثمامة التابعة لمنطقة الرياض على بعد 70 كم شمال الرياض، أنشئ المركز عام 1407 هـ الموافق 1987 لإدارة وإنماء مجموعة الحيوانات الخاصة التي بدأها خالد بن عبد العزيز في مزرعته بالثمامة، والتي ضمت وقتها أكثر من 600 حيوان تنتمي إلى 20 نوع مختلف من بينها أنواع عربية تراثية أهمها المها العربي وظباء الإدمي والريم.
- مركز الأمير محمد السديري لإكثار ظباء الريم: يقع هذا المركز في منطقة الخفيات بالقصيم، تقوم الهيئة من خلال مركز الملك خالد لأبحاث الحياة الفطرية بالمحافظة على قطيع ظباء الريم ورعايته وإعادة توطينها في المناطق المحمية الملائمة.

## اتصالات الهيئة مع الجهات ذات العلاقة
أ- الجهات المحلية
- وزارة الداخلية
- جامعة الملك سعود
- مصلحة الأرصاد وحماية البيئة
- الجمعية السعودية لعلوم الحياة
- جامعة الملك فيصل
- وزارة الزراعة والمياه في الرياض
- فرع وزارة الزراعة والمياه في الطائف
- مستشفى الملك فيصل التخصصي ومركز الأبحاث الطبية
- مدينة الملك عبد العزيز للعلوم والتقنية
- جامعة الملك عبد العزيز.

ب- الجهات العالمية
- كلية جامعة لندن- بريطانيا
- المعهد السمثوني - حديقة الحيوان الوطنية
- المجلس العالمي للمحافظة على الطيور كمبردج - إنجلترا
- جامعة لندن - لعلوم الحيوان
- حديقة لندن للحيوان
- متحف التاريخ الطبيعي - لندن بريطانيا
- المنظمة العالمية للمحافظة على البيئة والمصادر الطبيعية جلاند-سويسرا
- الصندوق العالمي لحماية الحياة الفطرية
- مركز الدراسات القانونية البيئية
- وزارة البيئة بالجزائر
- وزارة البيئة بعمان.[8]

## إصدارات الهيئة
أصدرت الهيئة ثمان كتب باللغة العربية، واثني عشر كتاب باللغة الإنجليزية.
- أنظمة المحافظة علي الحياة الفطرية والمواطن الطبيعية في المملكة العربية السعودية.
- المها من الأسر إلى التوطين.
- طيور الحبارى (برامج إكثارها وإعادتها إلى مواطنها الطبيعية في المملكة العربية السعودية).
- مرشد في السياحة البيئية.
- مرشد الصياد.
- صحراء الربع الخالي موطن محمية عروق بني معارض.
- المحميات الطبيعية في المملكة العربية السعودية.
- النباتات الزهرية الفطرية في المملكة العربية السعودية.

## وصلات خارجية
خريطة سياحية تفاعلية.